# Wenzel Zrust

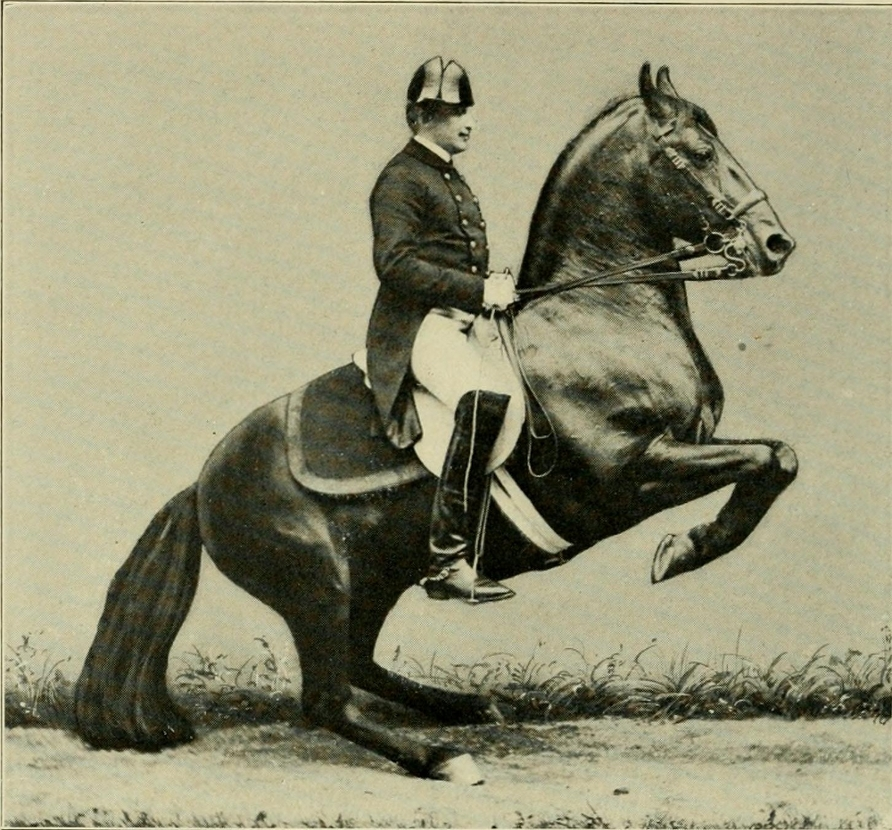
Erster Oberbereiter Zrust auf Favory Ancona I. in der Levade

Wenzel Zrust (* 1881; † 12. Dezember 1940) war von 1902 bis 1940 Oberbereiter an der Spanischen Hofreitschule in Wien.
Waldemar Seunig äußert sich in seinem Buch „Im Sattel zählt' ich keine Zeit ...“ über Zrust:

„Auch der "Führende Oberbereiter" Wenzel Zrust, ein Schüler des berühmten Meixner, ist ein Mann, der nie der Versuchung erliegt, in die Randzone virtuoser Zirkuskonfektion abzugleiten. Ein auftretendes Beinleiden machte es ihm neuerdings schwer, sein Einfühlungsvermögen und seine enorme Einwirkung voll zur Geltung zu bringen. Zrust's Pferde können von jedermann nachgeritten werden.“

Claire Eugenie Mollik-Stransky, die Tochter eines böhmischen Industriellen, erwähnt ihn in ihren Kindheits- und Jugenderinnerungen als ihren Reitlehrer. Laut dem Handbuch des allerhöchsten Hofes und des Hofstaates seiner k. Und K. Apostolischen Majestät war er Träger der Kriegsmedaille.
Er wurde am Wiener Zentralfriedhof bestattet.